# Hipermasculinidade
Hipermasculinidade é um termo psicológico e sociológico para a exageração do comportamento estereotipado masculino, como por exemplo a ênfase na força física, na agressividade e na Sexualidade masculina. No campo da Psicologia clínica, esse termo vem sendo utilizado desde a publicação de pesquisas de Donald L. Mosher e Mark Sirkin, em 1984. Mosher e Sirkin definiram operacionalmente a hipermasculinidade ou a personalidade "macho" como composta por três variáveis:
- Atitudes sexuais insensíveis em relação às mulheres
- A crença de que a violência é própria do homem
- A vivência do perigo como algo excitante

Eles desenvolveram o Inventário de Hipermasculinidade (HMI) destinado a mensurar esses três componentes. Pesquisas demonstraram que a hipermasculinidade está associada à violência sexual e à agressão física contra as mulheres e à homens gays percebidos. Prisionários apresentam pontuações mais elevadas de hipermasculinidade do que grupos de controle.

## Emoção
Embora a identificação popular dos traços hipermasculinos tenda a girar em torno dos aspectos físicos exteriores da violência, do perigo e da agressão sexual, muito menos atenção é dada às características emotivas que definem os homens considerados "hipermasculinos". Atitudes hipermasculinas podem também incluir o autocontrole emocional como sinal de dureza. Estar emocionalmente endurecido ou indiferente, especialmente em relação às mulheres, é demonstrar o que Thomas Scheff chama de "caráter" – compostura e impassibilidade em momentos de grande estresse ou emoção. Sobre esse estoicismo hipermasculino, Scheff observa: "it is masculine men that have 'character'. A man with character who is under stress is not going to cry and blubber like a woman or child might."
O monitoramento emocional autoimposto pelos homens também afetou significativamente as condições em que se comunicam com as mulheres. Ben-Zeev, Scharnetzki, Chan e Dennehy (2012) relatam em um estudo recente que muitos homens evitam deliberadamente comportamentos e atitudes como a compaixão e a Expressão emocional, considerando essas características femininas e, por isso, rejeitando-as por completo. Scheff acrescenta: "The hypermasculine pattern leads to competition, rather than connection between persons." No contexto da comunicação íntima ou emocional (especialmente em situações de confronto) com as mulheres, o homem frequentemente se retira emocionalmente, recusando-se a participar do que se denomina comunicação afetiva (Scheff). Em um estudo semelhante sobre comportamentos de comunicação afetiva, o contraste de gênero – a negação deliberada ou subconsciente, por um sexo, dos comportamentos do outro – foi muito mais evidente entre os meninos jovens usados como sujeitos de teste do que entre as meninas.
Onde essa insistência na indiferença emocional se manifesta nas definições físicas de hipermasculinidade é discutido por Scheff: "Repressing love and the vulnerable emotions (grief, fear and shame, the latter as in feelings of rejection or disconnection) leads to either silence or withdrawal, on the one hand, or acting out anger (flagrant hostility), on the other. The composure and poise of hypermasculinity seems to be a recipe for silence and violence."

## Na mídia visual
Ben-Zeev, Scharnetzki, Chang e Dennehy apontam para as imagens na mídia como o fator mais importante na influência do comportamento hipermasculino, afirmando "After all, media does not only reflect cultural norms but can and does transform social reality". Isso baseia-se no fato de que os elementos físicos e emocionais do comportamento hipermasculino se manifestam regularmente na publicidade, no cinema de Hollywood e até mesmo em videogames, por meio do uso de imagens muito marcantes: homens musculosos dominando mulheres em anúncios, atores interpretando personagens masculinos firmes que não cedem aos apelos emocionais de suas contrapartes femininas e inúmeros videogames cujas narrativas se baseiam estritamente na violência. A constante disponibilidade dessas imagens para o consumo cotidiano ha, de fato, pavimentado o caminho para a construção de um sistema de reencenação (consciente ou inconsciente) por homens e mulheres, dos valores que perpetuam (Ben-Zeev et al.).
Na indústria de jogos, a hipermasculinidade é experimentada principalmente por meio das situações fantásticas e frequentemente violentas apresentadas na jogabilidade, bem como pelo design típico e características dos personagens jogáveis: frequentemente de constituição robusta, ousados, cheios de bravata e, geralmente, armados. "The choice of female characters and actions within games leaves women with few realistic, non-sexualized options", enquanto personagens femininas, como Lara Croft, são apenas ilusões de empoderamento feminino, servindo somente para satisfazer o olhar dos homens.
Os estilos hipermasculinos na cultura de homens gays são proeminentes em grupos de disco gays dos anos 1970, como Village People, e se refletem na subcultura gay BDSM retratada no filme Cruising (1980). O termo "hipermasculino" também caracteriza um estilo de arte erótica no qual os músculos e o pênis/testículos da figura masculina são retratados como sendo irrealisticamente grandes e proeminentes. Artistas gays que exploram tipos hipermasculinos incluem Tom of Finland e Gengoroh Tagame.
Um artigo intitulado "Marketing da Masculinidade em uma Era 'Pós-Feminista'" de Kristen Barber e Tristan Bridges também destaca a existência de traços hipermasculinos na publicidade. A Old Spice, uma marca de higiene predominantemente masculina, usou a imagem de Isaiah Mustafa em uma banheira, vestido como um cowboy, com o slogan "Certifique-se de que seu homem cheire como um homem" para anunciar seus produtos. Barber e Bridges concluem que o anúncio é problemático devido ao apoio subliminar à ideia de que existe um aroma distintamente masculino e, ainda, por perpetuar características estereotipadas do homem.

## Efeito sobre as mulheres
A influência da mídia na criação de comportamentos de gênero atua fortemente sobre as mulheres. Da mesma forma que os consumidores do sexo masculino procuram se ajustar às características físicas e emocionais estipuladas pelos estereótipos na mídia visual, as mulheres também tendem a cair na armadilha de se conformarem com as normas sociais imaginadas. Além disso, a mídia as encoraja a cumprir os papéis de mulheres submissas e subservientes retratadas em anúncios e comerciais; em outras palavras, o sistema pressiona as mulheres a assumirem seus papéis como foco da violência e da insensibilidade sexual dos homens. "Anúncios que retratam os homens como violentos (particularmente em relação às mulheres) são perturbadores, porque as representações de gênero nesses anúncios fazem mais do que vender produtos. Elas também perpetuam estereótipos e apresentam normas comportamentais para homens e mulheres."

## Efeito sobre os homens
As expectativas sociais têm propagado a formação de papéis de gênero entre o que é considerado masculino e o que é considerado feminino. Entretanto, esses papéis podem ter impactos negativos sobre os homens e seu bem-estar mental. Se um homem não consegue atender aos critérios designados de masculinidade, isso pode frequentemente levar a sentimentos de insegurança, inferioridade e angústia psicológica geral. Alguns também podem acreditar que a incapacidade de corresponder a um determinado papel de gênero pode comprometer seu capital social em suas comunidades.

## Efeito sobre a raça
Estudiosos afirmam que a percepção dos colonizadores do sujeito negro colonial como incivilizado, primitivo, "não-sujeito irracional" serviu de justificativa para os traumas infligidos a eles, e que o legado de tal percepção ainda é evidente na sociedade atual. Como forma de resistência, os homens negros projetam a hipermasculinidade a fim de combater os sentimentos de impotência impostos por uma sociedade "abusiva e repressiva". No entanto, essa fusão da identidade negra com a masculinidade "excede a determinação das identidades que os homens negros são autorizados a construir para si mesmos", perpetuando estereótipos negativos de todos os homens negros como intrinsecamente violentos e perigosos. Da mesma forma, outros estudiosos argumentam que esse tratamento da masculinidade negra como uma resposta adaptativa privilegia a masculinidade branca, de classe média, como simplesmente "masculinidade": "Ultimately, this places White masculinity at the center of the definition of ideal masculinity and reduces Black masculinity to a flawed circus-mirror reflection of it."
Esse estereótipo contínuo de agressão e hipermasculinidade deve-se ao ambiente em que os jovens homens afro-americanos são criados. Adolescentes criados em comunidades conturbadas tendem a aderir à violência, o que se deve aos múltiplos fatores que coagem o uso da violência nessas comunidades. Esses fatores sustentam a noção de violência comunitária, com a exposição contínua ao uso de armas de fogo, facas e drogas. Pesquisas mostraram que 45% a 96% dos jovens afro-americanos que vivem em áreas urbanas já testemunharam violência comunitária, desde agressões até assassinatos. Essa exposição contínua à violência traz uma normalização da ideia de que a agressão sustenta a autoridade. Esse senso de necessidade de exercer autoridade é um desenvolvimento crucial que leva à hipermasculinidade nos homens negros.
Além do ambiente, outro fator imperativo para o crescimento de uma criança são os pais ou adultos que a cercam. Esses relacionamentos são uma grande variável no desenvolvimento dos jovens. Isso é medido pelo capital social, isto é, a quantidade de tempo que os pais passam com seus filhos, o quão próximos estão uns dos outros e tudo aquilo que é oferecido às crianças para aumentar seu desenvolvimento social. Um dos principais fatores que determinam a relação e a visão de autoridade de uma criança é a rigidez dos pais. Essa rigidez manifesta-se quando os pais controlam seus filhos e impõem uma expectativa de masculinidade; por exemplo, esperam que eles não chorem, que resolvam os problemas por conta própria e até os obrigam a praticar esportes. Jovens homens negros criados em um ambiente rigoroso tendem a ter melhor desempenho na escola e socialmente, mas também costumam acreditar que possuem mais autoridade à medida que envelhecem, especialmente enquanto homens. É um estereótipo que as famílias afro-americanas sejam mais rígidas do que as demais. Essa estratégia de criação, de ser mais severo com os jovens meninos afro-americanos, faz com que estes suprimam suas emoções, devido à noção equivocada de que isso os torna mais masculinos. Por exemplo, o famoso ator Will Smith cria seus filhos de maneira não convencional, tratando-os como adultos, o que reduz a quantidade de autoridade que eles buscam e a necessidade de demonstrar masculinidade. Uma citação do renomado artista Donald Glover descreve a raiva que muitos homens negros sentem por sua própria hipermasculinidade. Ele afirma: “Homens negros lutam tanto com a masculinidade. The idea that we must always be strong really presses us all down – it keeps us from growing.”
Em seu livro de 2002 Soul Babies: Black Popular Culture and the Post-Soul Aesthetic, Mark Anthony Neal afirma que a masculinidade negra se tornou sinônimo de uma identidade negra unificada durante o Movimento dos Direitos Civis. Neal sustenta que a hipermasculinidade se traduziu em violência dentro da comunidade negra para se proteger da violência direcionada à comunidade pelos brancos. Homens gays e mulheres negras, por vezes, foram censurados explicitamente na tentativa de unir a identidade negra à masculinidade. Huey P. Newton, numa tentativa de estreitar os laços, escreveu um ensaio defendendo uma aliança mais forte entre as organizações políticas negras e as mulheres e membros gays de sua comunidade. Nele, Newton admitiu que essa popularidade da hipermasculinidade impulsiona uma tendência à violência e ao silenciamento de mulheres e homens gays, impedindo que esses membros marginalizados façam parte da identidade negra.